# Dryopteris sordidipes
Dryopteris sordidipes är en träjonväxtart som beskrevs av Tag. Dryopteris sordidipes ingår i släktet Dryopteris och familjen Dryopteridaceae. Inga underarter finns listade.